# فریبگر

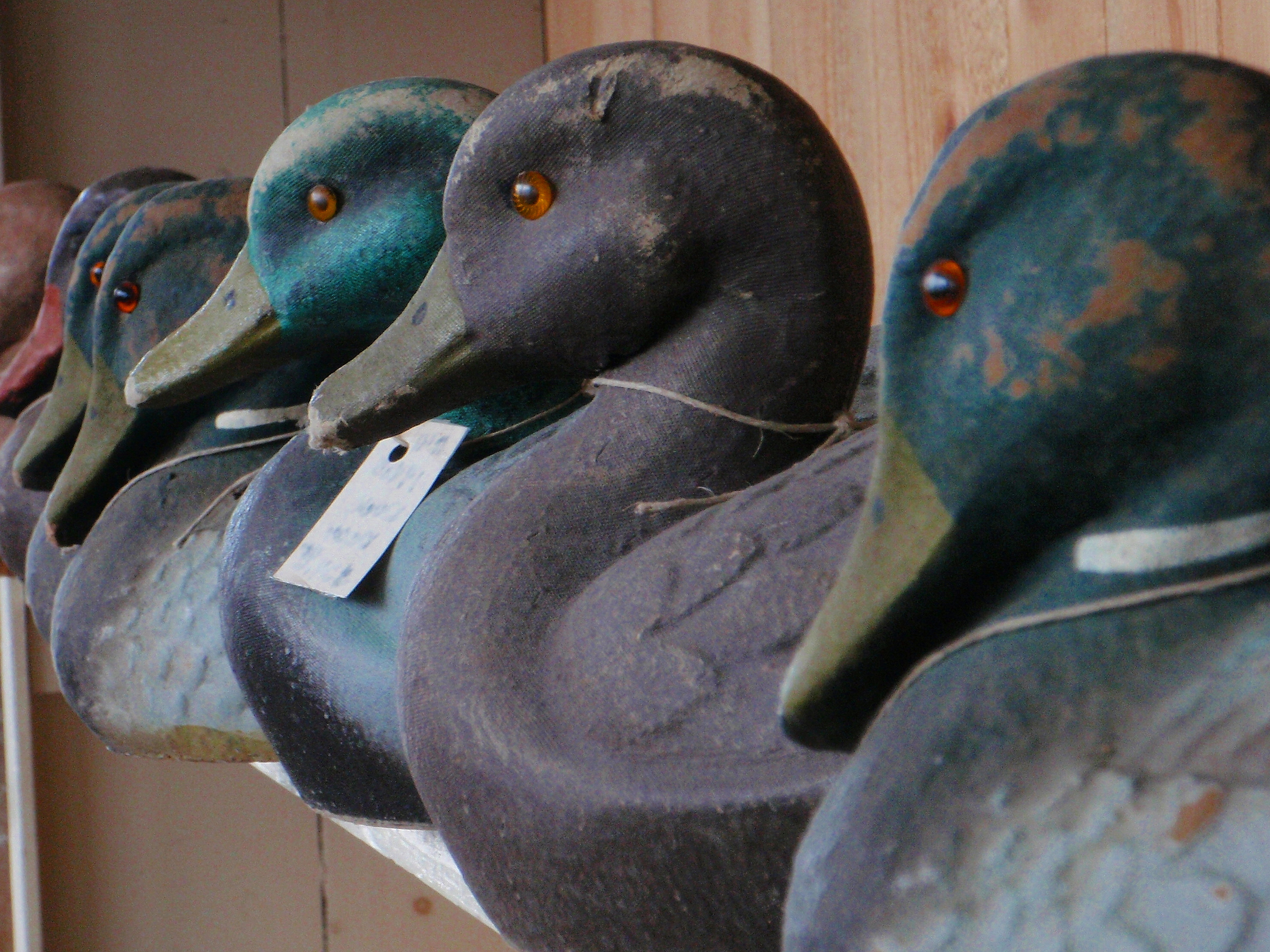
اردک‌های فریبگر چوبی حکاکی شده

فریبگر (به انگلیسی: Decoy) (برگرفته از هلندی de kooi، به معنای واقعی کلمه «قفس» یا احتمالاً end kooi، «قفس اردک») معمولاً یک شخص، وسیله یا رویدادی است که شبیه چیزی است که یک فرد یا یک گروه ممکن است باشد. اما این تنها برای به دام انداختن دادن آنها است. فریبگر برای سده‌ها به‌ویژه در شکار و همچنین در زمان جنگ و ارتکاب یا حل‌وفصل جنایت مورد استفاده قرار گرفته‌اند.

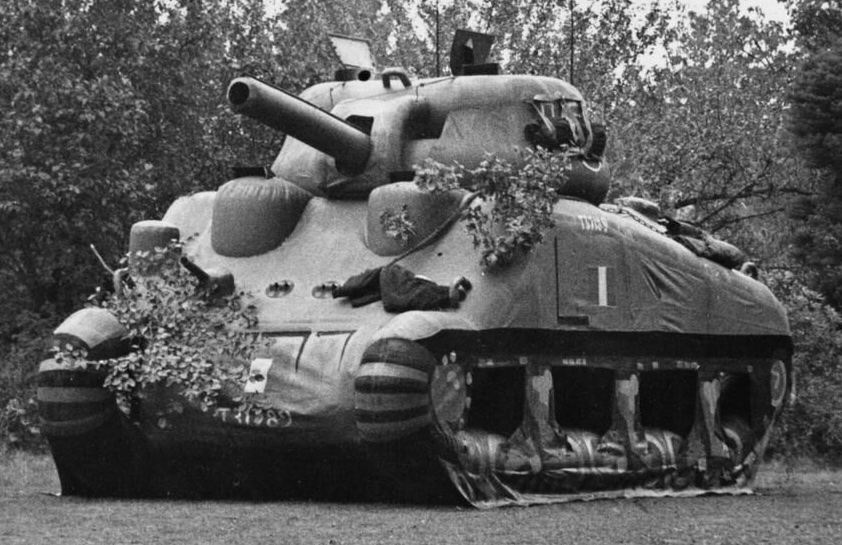
یک تانک ساختگی بادی که از مدل M4 Sherman ساخته شده‌است

فریبگر در جنگ یک وسیله کم‌هزینه است که برای نمایش یک وسیله واقعی از تجهیزات نظامی در نظر گرفته شده‌است.